# Drasteria perpallida
Drasteria perpallida là một loài bướm đêm trong họ Erebidae.